# MIRC
mIRC es un cliente IRC, el más extendido para plataformas Microsoft Windows.
Su autor es Khaled Mardam-Bey.
mIRC es software con licencia shareware y su periodo de evaluación es de 30 días. Pasado el periodo de evaluación para poder seguir utilizando el programa hay que pagar una licencia de $20 USD válida para cualquier nueva versión de mIRC. Si no se paga la licencia el programa en realidad no se inhabilita, simplemente hay que esperar un corto tiempo cada vez que se ejecuta para poder utilizarlo.

## Características principales
mIRC tiene un conjunto de características que lo diferencia de otros clientes de IRC. Una de las diferencias más obvias es que posee un lenguaje de scripts avanzado que mejora con cada nueva versión desarrollada. El lenguaje de scripts puede utilizarse para realizar cambios menores al programa, como comandos personalizados (aliases), pero también puede usarse para alterar completamente el comportamiento y apariencia de mIRC.
Otra característica ampliamente utilizada son las habilidades de compartición de archivos, a través del protocolo DCC. Sin embargo, aquellos que usan mIRC para descargar warez a menudo utilizan scripts especializados que simplifican el uso de bots XDCC y compartición de archivos en general. Ese uso de mIRC es, a menudo, criticado por aquellos que desean utilizarlo como un simple cliente de chat. También tiene implementado un servidor de archivos de forma nativa.
Con el paso de los años se han incorporado otras características sugeridas a menudo por los usuarios. Esto incluye soporte para conexión a múltiples servidores, SSL, soporte para visualización UTF-8 y una opción para ver los canales y listas de notificaciones en formato de árbol. mIRC se sigue desarrollando activamente pero es muy raro que anuncien qué nuevas características van a ser incluidas en el futuro.

## mIRC scripting
Con mIRC Scripting, se puede hacer que el cliente procese ciertas tareas en respuesta a eventos específicos.
mIRC scripting no se limita a comandos y eventos relacionados con IRC. Tiene, además, soporte para objetos COM, llamada a DLLs, sockets y cuadros de diálogo, entre otras cosas. Esto permite que el cliente pueda ser utilizado en una variedad de formas más allá de chatear, por ejemplo como un bot de IRC, un reproductor multimedia, un analizador sintáctico de webs HTML u otros propósitos de entretenimiento como juegos.
Debido al nivel de acceso que el lenguaje tiene con el ordenador del usuario, por ejemplo, siendo capaz de renombrar y eliminar archivos, se han realizado muchos scripts abusivos. Quizás uno de los ejemplos más prominentes de abuso fue el ejecutado con el identificador $decode, que decodifica una línea de caracteres previamente codificados. Muchos usuarios que no entendieron esto fueron "invitados" a decodificar las líneas de caracteres, las cuales ejecutaron comandos en sus sistemas, mediante mensajes con falsas promesas de conseguir estatus de operador de un canal de IRC. Sin embargo, esto provocó que se hicieran cambios en la versión 6.17 así que $decode está ahora desactivado por defecto y varias otras características consideradas 'peligrosas' pueden ser bloqueadas.

## Huevos de Pascua
- Haciendo clic en la nariz de Khaled en el cuadro de diálogo "Acerca de" se produce el sonido de una bocina. Haciendo clic en cualquier otra parte de la imagen se abre la página web de mIRC.
- Tecleando el comando /xyzzy devuelve el mensaje "Nothing happens".
- Tecleando "Arnie" con el cuadro de diálogo "Acerca de" abierto, la imagen de Khaled se sustituye por una imagen de la mascota de mIRC.
- Haciendo clic con el botón derecho en cualquier parte del cuadro de diálogo "Acerca de" creará un punto que bota sobre la I del texto "mIRC".
- Haciendo clic con el botón izquierdo en el logo de mIRC del cuadro de diálogo "Acerca de" mostrará el logo antiguo.
- Haciendo clic con el botón derecho sobre el icono "Acerca de" en la barra de herramientas creará una cara sonriente en el mismo botón.

## Críticas
Como ya se ha mencionado, la potencia del lenguaje de scripts de mIRC permite a la gente provocar que los usuarios ejecuten comandos maliciosos en sus sistemas. Esos comandos pueden ser tan benignos como enviar mensajes automáticos cuando la gente entra en los canales de IRC en los que uno se encuentra o tan serios como el robo de contraseñas, espiar en tus sesiones de chat o eliminar archivos del ordenador. 
mIRC y su autor también recibieron críticas debido a la implementación de las decoraciones de texto y colores, los cuales no se ajustan al estándar IRC. Esto provocó que otros clientes de IRC requieran un análisis sintáctico y tratamiento de esos mensajes para evitar mostrar caracteres basura que dificulten o impidan la lectura. Además, el formato de colores en IRC es ambiguo y no sigue un estándar común lo que supone un revés importante para los programadores que tratan de implementar este sistema.
mIRC también ha recibido duras críticas por parte de algunos usuarios que piensan que su aspecto ha quedado anticuado. Las discusiones sobre el asunto se dividen a menudo entre aquellos que piensan que mIRC debería adaptarse al estándar Windows XP y aquellos que piensan que el cliente está bien y que cumple con su propósito.
Actualmente Mirc exige el pago de 20$ (+21% iva si resides en España) (15$ con descuento, +21% iva si resides en España) para continuar usándolo finalizado el periodo de prueba, impidiendo totalmente su uso.